# Barleria mackenii
Barleria mackenii là một loài thực vật có hoa trong họ Ô rô. Loài này được Hook.f. mô tả khoa học đầu tiên năm 1870.